# Ernest Guilbert
Pour les articles homonymes, voir Guilbert.
Ernest Guilbert né à Paris le 17 septembre 1848 et mort à Barcelone le 1er janvier 1913 est un sculpteur français.

## Biographie
Ernest Charles Démosthène Guilbert est né le 17 septembre 1848 d'Anaxagore Epaminondas Guilbert et d'Augustine Florence Mahieux.
Il suit les cours de l'École nationale supérieure des beaux-arts[réf. nécessaire]. Il est élève du sculpteur Henri Chapu (1833-1891).

## Œuvres

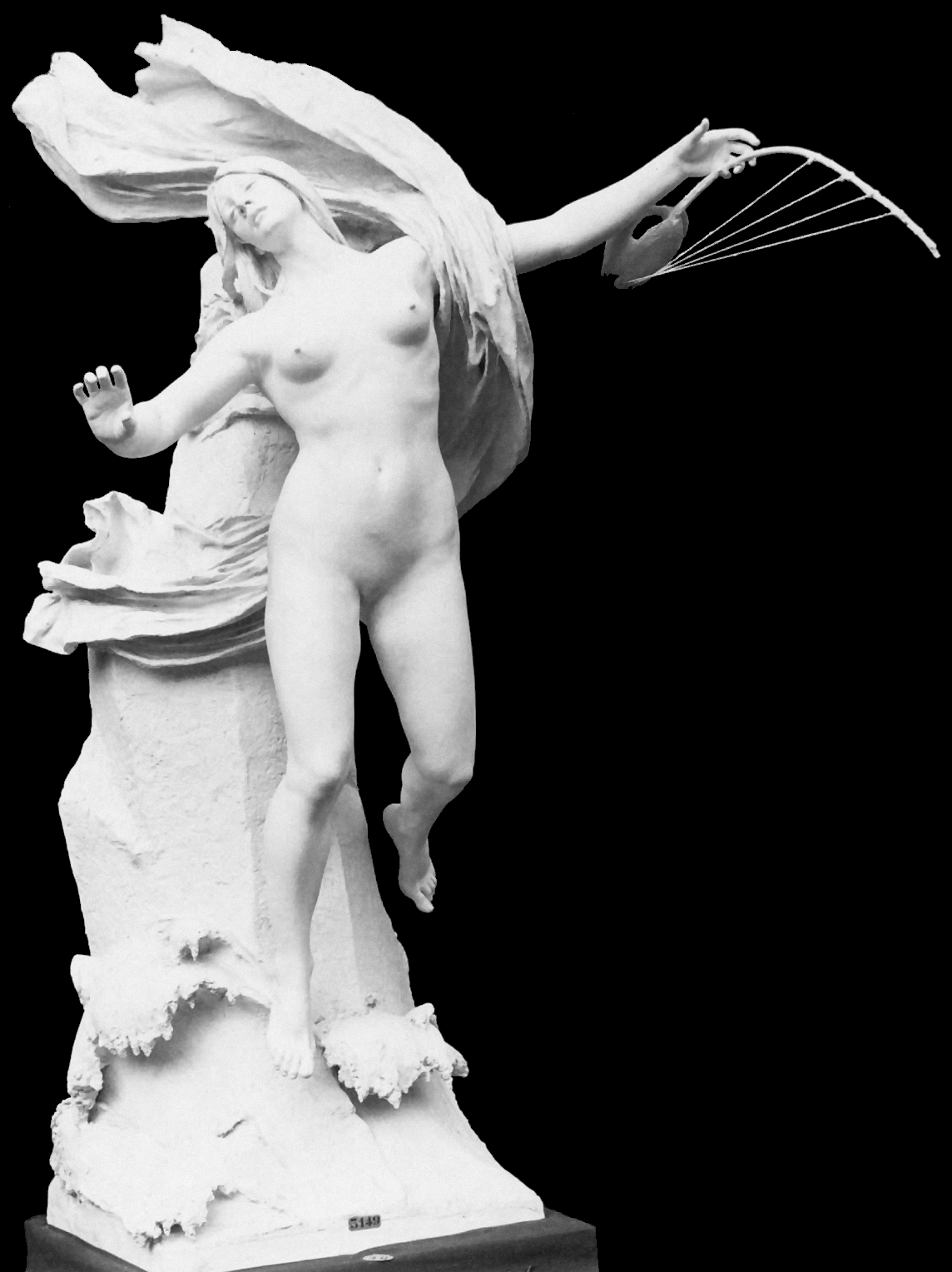
Sappho, Salon de 1895, localisation inconnue.

Ernest Guilbert est notamment l'auteur de nombreuses sculptures en bronze et d’œuvres visibles dans l'espace public, dont quatre œuvres répertoriées par l'inventaire général du patrimoine culturel de la France.
- Le Général Édouard Hyacinthe Lucas, 1876, médaillon en bronze, Niort, cimetière Cadet[5].
- Monument à Thiers, 1879, bronze, Nancy, œuvre déposée[6]. Une réplique de la statue, en bronze fondu par Thiébaut, dépourvue de son piédestal d'origine, se trouve dans un square de Saint-Savin, provenant du monument érigé en 1879 à Bône (Algérie)[7].
- L'Histoire grave sur ses tablettes la date de l'évacuation de Nancy par les Prussiens le 1er août 1873, 1879, statue en bronze, Nancy, Musée lorrain. Provient du piédestal du Monument à Thiers de Nancy[8].
- Daphnis et Chloé, 1886, groupe en marbre, Ivry-sur-Seine, hôtel de ville[9],[10].
- Marianne, 1881, buste en plâtre, Lyon, groupe scolaire Allix[11].
- Monument à Charles Victor Frébault, 1892, Pointe-à-Pitre, place de la Victoire[12].
- Monument à Étienne Dolet, 1889, Paris, place Maubert[13], envoyé à la fonte sous le régime de Vichy, monument pour lequel Ernest Guilbert avait remporté le premier prix, le 8 mai 1885, à l'issue d'un concours[14].
- Tombe d'Augustin-François Feyen dit Perrin, 1892, Paris, cimetière de Montmartre.
- Thémis, 1893, buste en bronze, Paris, Cour de cassation, chambre du conseil de la première chambre civile[3].
- Médaillon de Marie Legrand, épouse Loisel, 1895, ornant sa sépulture, Paris, cimetière du Père-Lachaise[15].
- La Poésie, vers 1898, marbre, Paris, théâtre national de l'Opéra-Comique.
- Chaire à prêcher, 1899, Saint-Cloud, église Saint-Clodoald[16],[17]. Cette chaire en bois sculpté a été commandée par le curé de l’église qui lança une souscription à cet effet, et présentée à l’Exposition universelle de 1900 avant d’être installée dans l’édifice[18]. Ernest Guilbert s'est représenté à dextre sous les traits de saint Jean[19]. Un Saint-Jean l’Évangéliste en plâtre, a été retrouvé en 2009 dans les combles de l’église Saint-Clodoald, puis restauré et déposé au musée des Avelines. Il s’agit d’une esquisse avec mise au point pour l’une des figures de la chaire en bois[18].
- Buste d'Auguste Vitu, 1901, ornant la sépulture de l'écrivain, Paris, cimetière du Père-Lachaise.

## Réception critique
Plus attentive à son succès officiel qu'à son art, Edmonde Charles-Roux écrit à son sujet : « Un champion toutes catégories de la course aux honneurs : Ernest Démosthène Guilbert, artiste accablé de commandes et de récompenses… Guilbert avait semé des manifestations de son génie sous forme de stèles, de bas-reliefs, de bustes et de médaillons à la gloire de Thiers sur diverses places du territoire national. Il avait aussi créé, toujours à la gloire de Thiers, des bronzes d'art, destinés aux bureaux des ministres. Thiers servait de garniture de cheminée : il était devenu sujet de pendule. Partout Guilbert avait fait de son mieux, même si, ainsi que l'a dit Léon Bloy “Faire de son mieux, c'est la retape”. ».

Œuvres d'Ernest Guilbert
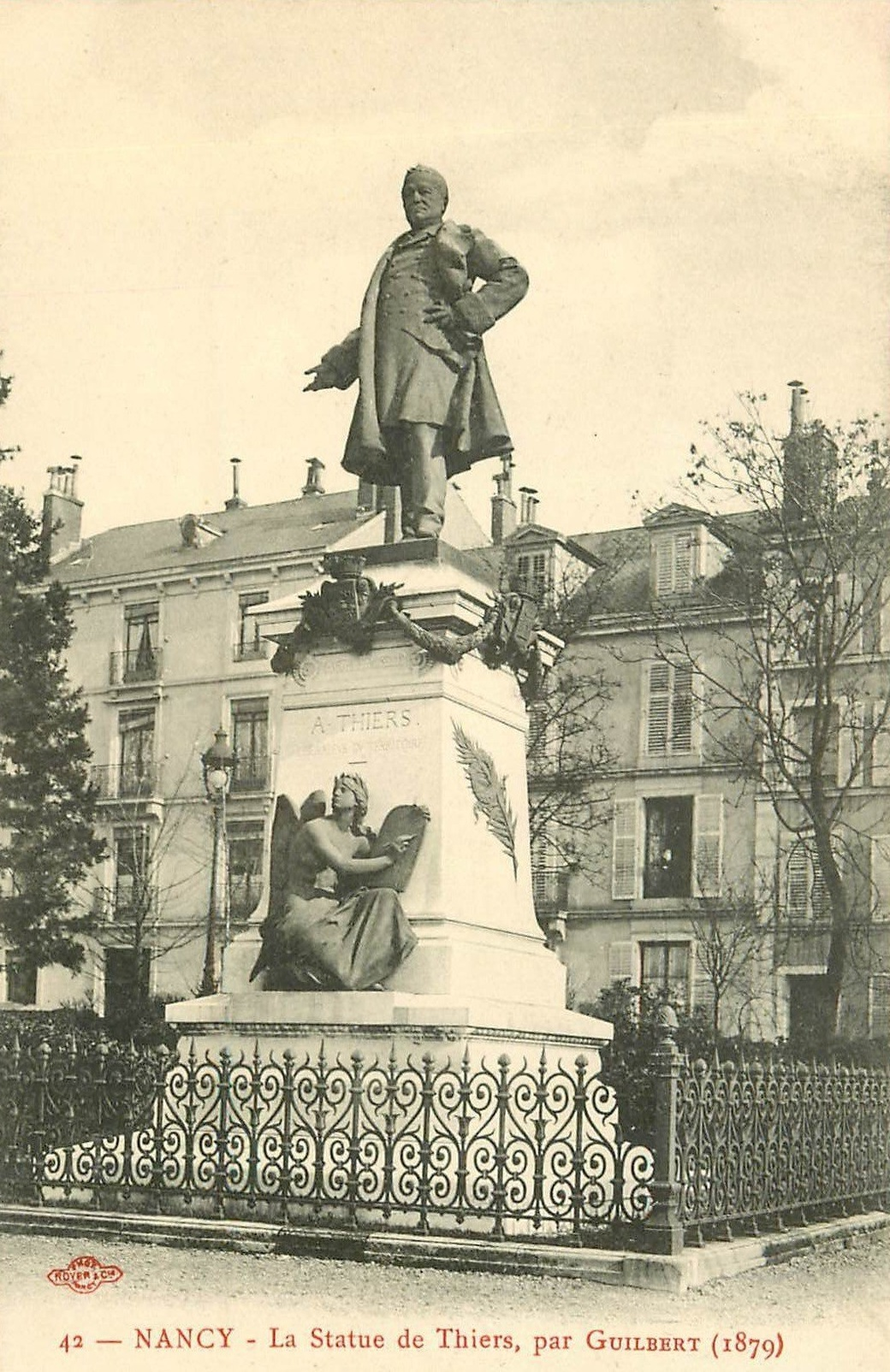
Monument à Adolphe Thiers, 1879, Nancy (œuvre déposée).
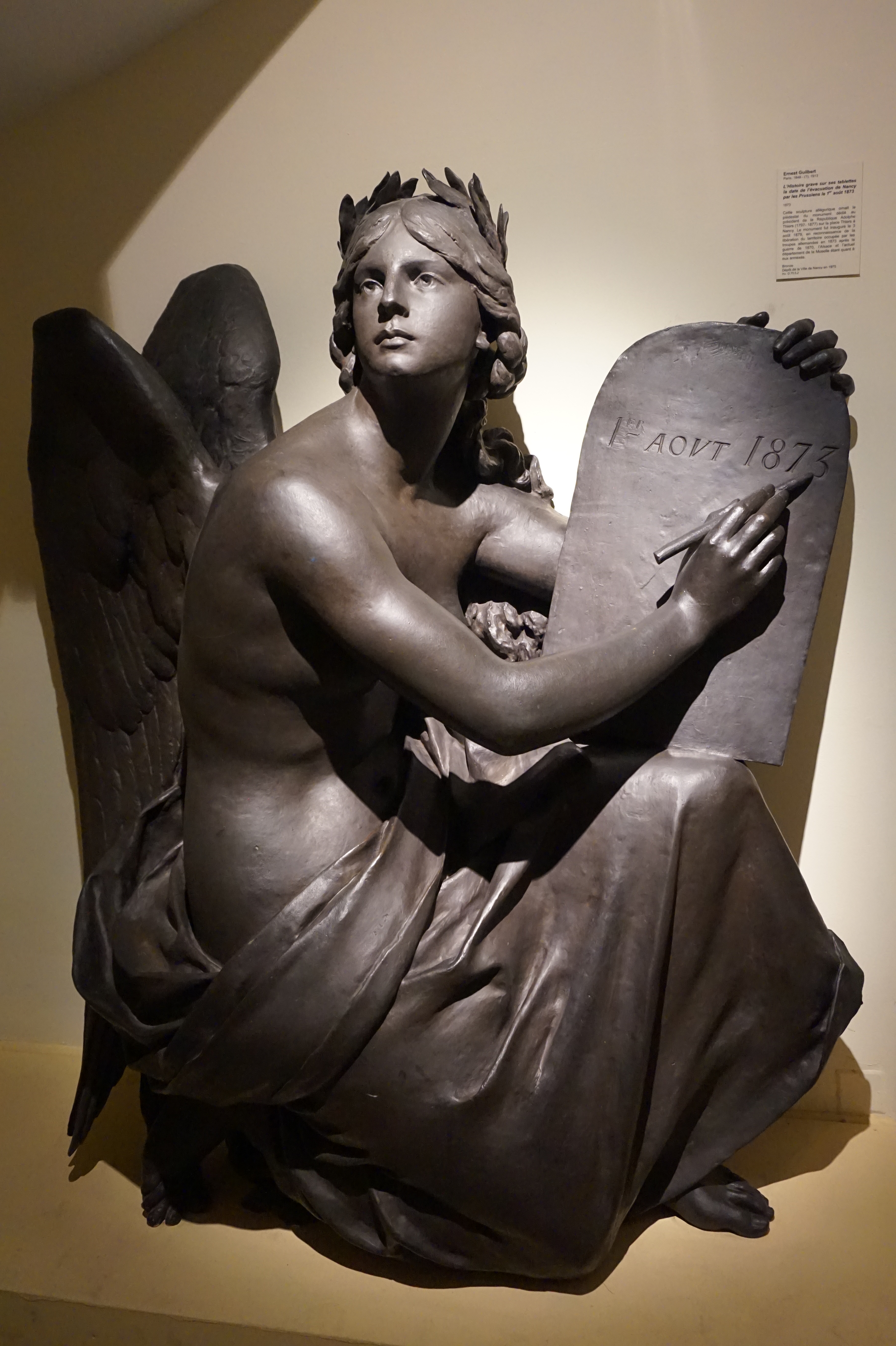
L'Histoire grave sur ses tablettes la date de l'évacuation de Nancy par les Prussiens le 1er août 1873, 1879, Nancy, Musée lorrain.
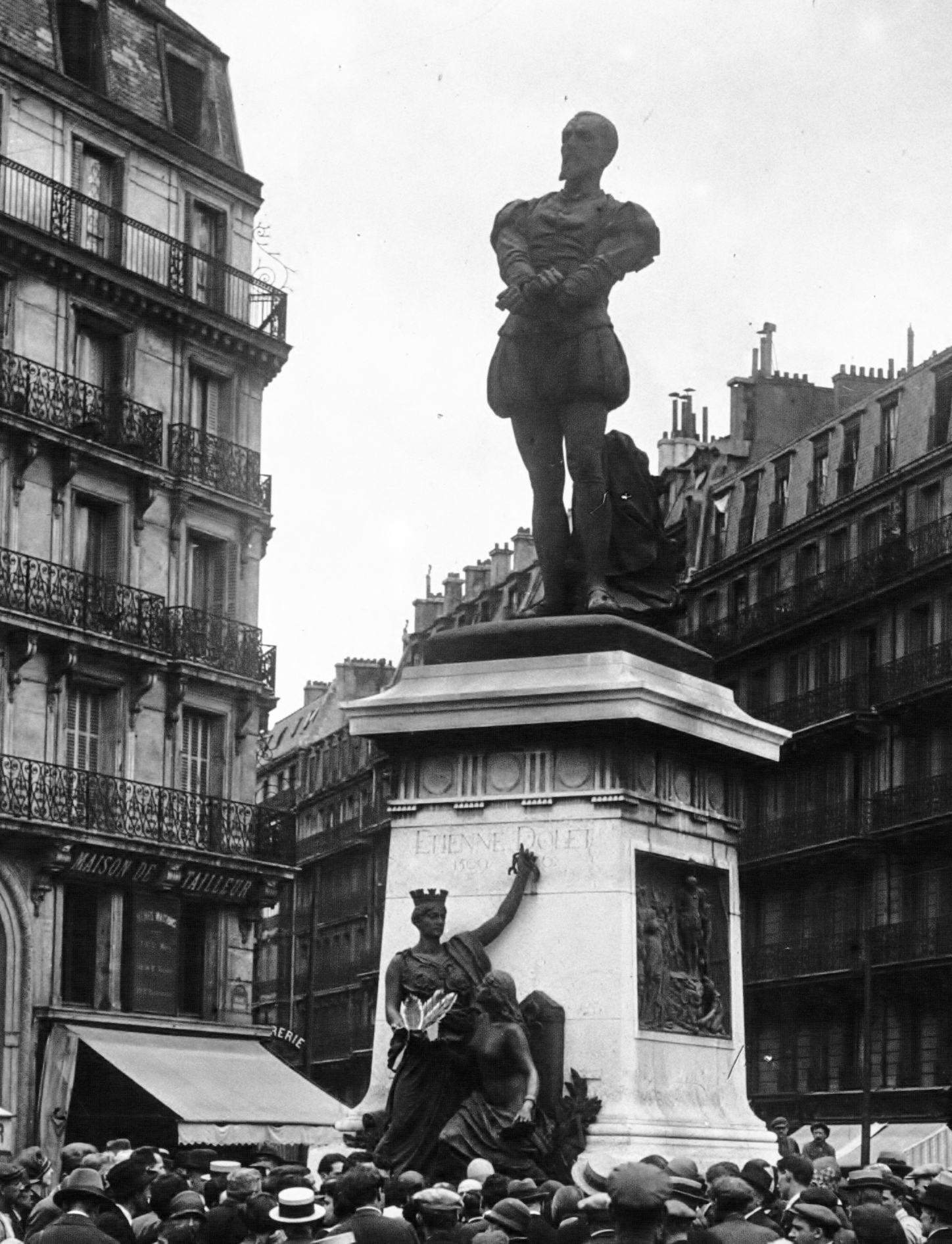
Monument à Étienne Dolet, 1889, Paris, place Maubert (œuvre disparue).
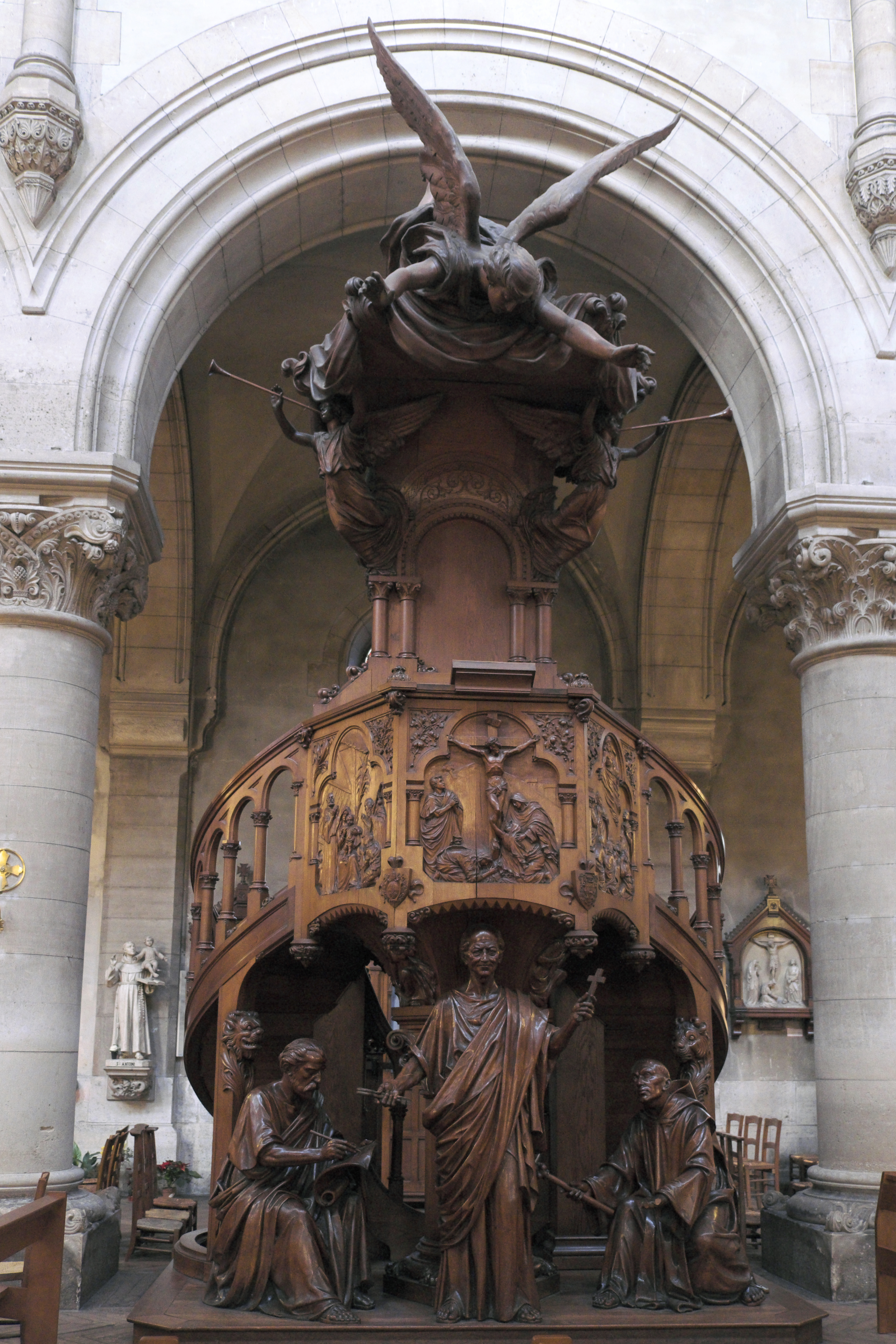
Chaire à prêcher, 1899, église Saint-Clodoald de Saint-Cloud.
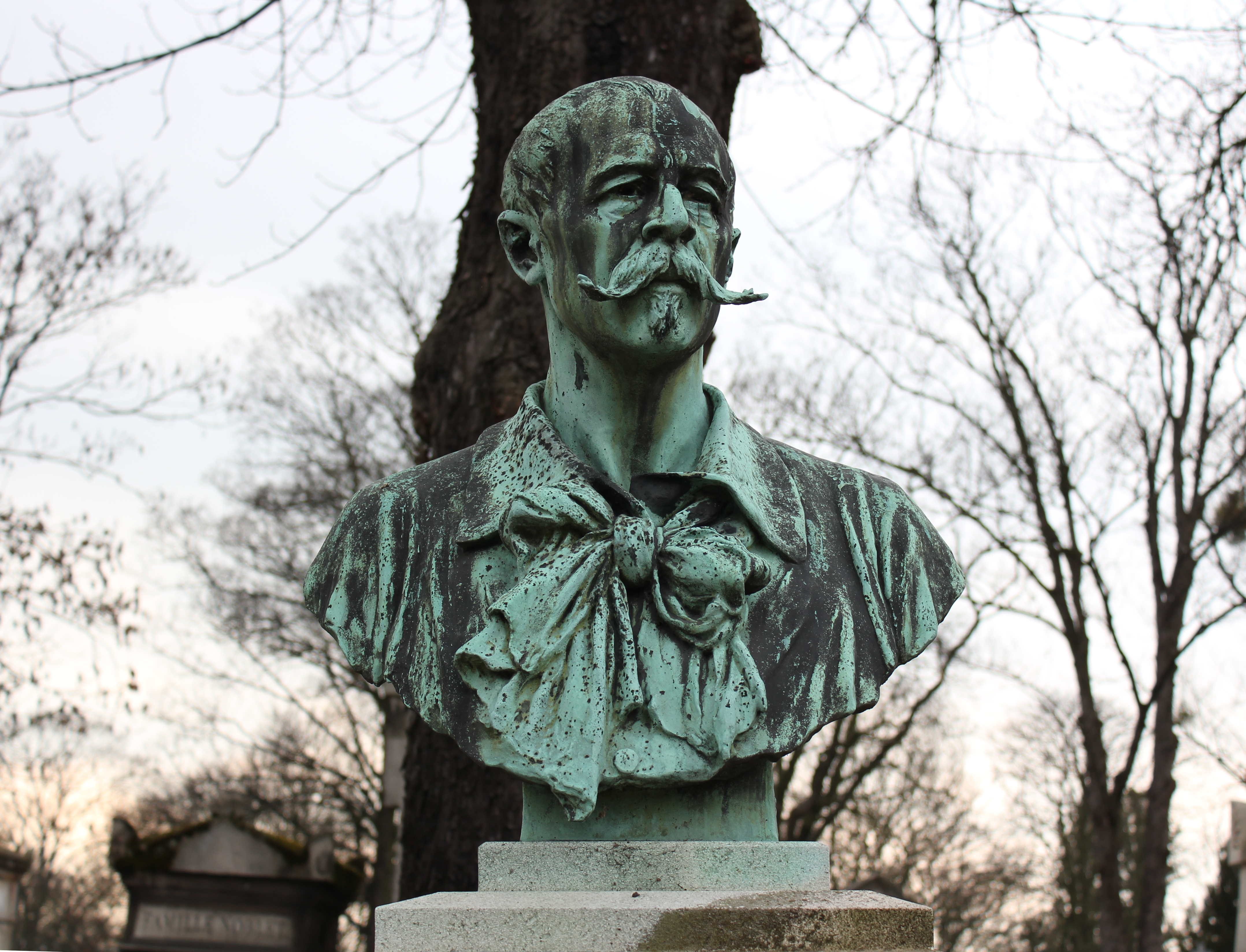
Buste d'Auguste Vitu, 1901, Paris, cimetière du Père-Lachaise.

## Distinctions
Ernest Guilbert est nommé chevalier de l'ordre national de la Légion d'honneur par décret du 1er août 1879.